# Benjamin (film, 2018)
Pour les articles homonymes, voir Benjamin.
Pour plus de détails, voir Fiche technique et Distribution.
Benjamin est une comédie dramatique britannique écrite et réalisée par Simon Amstell, sortie en 2018.

## Synopsis
Alors que Benjamin (Colin Morgan), réalisateur prometteur, allait présenter son second long-métrage au festival du film de Londres, son amie (Jessica Raine), publiciste, lui présente un musicien français qui a pour nom Noah (Phénix Brossard) : Benjamin en tombe fou amoureux…

## Fiche technique
- Titre original : Benjamin
- Réalisation et scénario : Simon Amstell
- Direction artistique : Zoe Payne
- Décors : Hannah Purdy Foggin
- Costumes : Oliver Cronk
- Photographie : David Pimm
- Montage : Robin Peters
- Musique : James Righton
- Production : Alexandra Breede, Dominic Dromgoole et Louise Simpson
- Société de production : Open Palm Films
- Sociétés de distribution : Wildstar (Royaume-Uni) ; Outplay (France)
- Pays d'origine :  Royaume-Uni
- Langue originale : anglais
- Format : couleur
- Genre : comédie dramatique
- Durée : 85 minutes
- Dates de sortie :
  - Royaume-Uni : 19 octobre 2018 (avant-première mondiale au festival du film de Londres) ; 15 mars 2019 (sortie nationale)
  - France : 23 novembre 2019 (avant-première mondiale à Paris) ; 25 décembre 2019 (sortie nationale)

## Distribution
- Colin Morgan : Benjamin
- Anna Chancellor : Tessa
- Phénix Brossard : Noah
- Jack Rowan : Harry
- Jessica Raine : Billie
- Joel Fry : Stephen
- Nathan Stewart-Jarrett : Paul

## Accueil

### Festivals et sorties
Le film est sélectionné et projeté en avant-première mondiale le 19 octobre 2018 au festival du film de Londres, avant sa sortie matinale annoncée le 15 mars 2019 au Royaume-Uni. En France, il sort le 25 décembre 2019.